# ريتشارد توماس (راقص باليه)
ريتشارد توماس (بالإنجليزية: Richard Thomas)‏ هو راقص باليه أمريكي، ولد في 3 ديسمبر 1925 في بينتسفيل في الولايات المتحدة، وتوفي في 27 يوليو 2013.

## وصلات خارجية
- ريتشارد توماس على موقع قاعدة بيانات برودواي على الإنترنت (الإنجليزية)